# Chengkou

Kreis Chengkou in Chongqing

Chengkou (chinesisch 城口县, Pinyin Chéngkǒu Xiàn) ist ein chinesischer Kreis im äußersten Norden der regierungsunmittelbaren Stadt Chongqing. Der Kreis hat eine Fläche von 3.286 km². Bei Volkszählungen in den Jahren 2000 und 2010 wurden in Chengkou 225.581 bzw. 192.967 Einwohner gezählt.